# Рипалта Гверина
Рипалта Гверина (итал. Ripalta Guerina) је насеље у Италији у округу Кремона, региону Ломбардија.
Према процени из 2011. у насељу је живело 509 становника. Насеље се налази на надморској висини од 68 м.

## Становништво
Према резултатима пописа становништва 2011. у општини је живело 535 становника.
| 1931. | 1936. | 1951. | 1961. | 1971. | 1981. | 1991. | 2001. | 2011. |
| ----- | ----- | ----- | ----- | ----- | ----- | ----- | ----- | ----- |
| 488   | 463   | 459   | 380   | 320   | 329   | 372   | 436   | 535   |